# 2917 Sawyer Hogg
2917 Sawyer Hogg (1980 RR) là một tiểu hành tinh vành đai chính được phát hiện ngày 2 tháng 9 năm 1980 bởi E. Bowell ở Flagstaff (AM).